# Mai 2013
Acest articol este generat integral pe baza informațiilor din articolul 2013 și este actualizat periodic de un robot.
 Editările făcute în articol vor fi șterse la următoarea actualizare! Dacă doriți să faceți modificări, editați articolul-sursă.

ianuarie -
februarie -
martie -
aprilie -
mai -
iunie -
iulie -
august -
septembrie -
octombrie -
noiembrie -
decembrie
Mai 2013 a fost a cincea lună a anului și a început într-o zi de miercuri.

## Evenimente

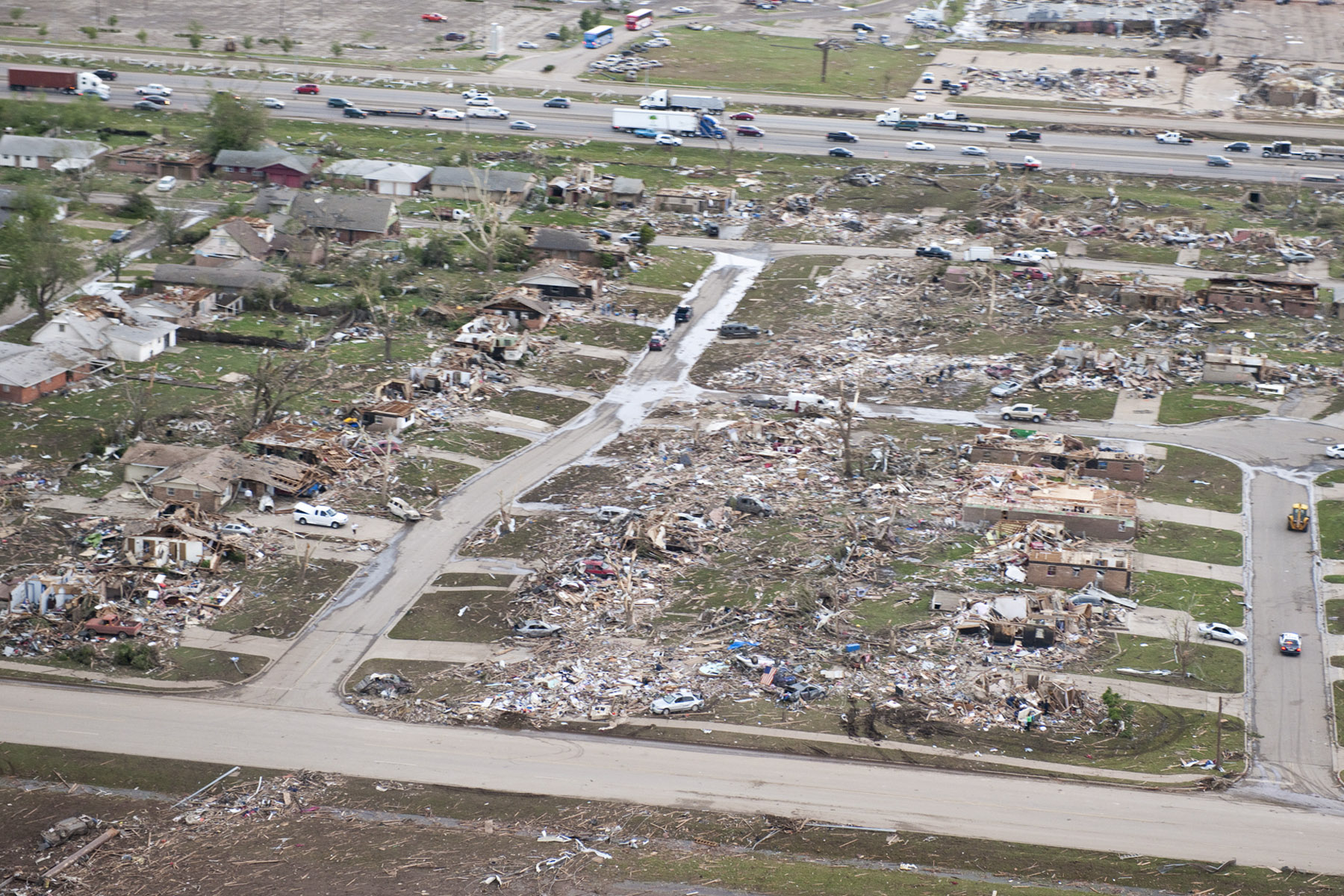
Pagubele provocate în Statul Oklahoma (SUA) de tornada Moore

- 10 mai: Justiția din Guatemala l-a condamnat pe fostul dictator Efrain Rios Montt, în vârstă de 86 de ani, la o pedeapsă cu închisoarea de 80 de ani, 50 de ani pentru genocid și 30 de ani pentru crime de război.
- 10 mai: La Palatul Elisabeta din București se sărbătorește Ziua Regalității. Din cauza stării de sănătate a soției sale, regele Mihai nu a participat.
- 11 mai: Un dublu atentat cu mașină capcană s-a soldat cu moartea a cel puțin 40 de persoane și rănirea a peste 100 în localitatea turcă Reyhanli, din sudul țării, în apropiere de Siria.
- 15 mai: Într-un studiu publicat în Nature, cercetători ai Universității din Oregon au demonstrat pentru prima dată că este posibil să se creeze celule sușă embrionare care să fie identice din punct de vedere genetic cu persoana de la care au fost prelevate.
- 15 mai: Telescopul Kepler a rămas blocat din cauza defectării unui mecanism care permite telescopului să se orienteze spre o direcție dată de pe bolta cerească. Telescopul Kepler, o misiune de 600 de milioane de dolari, a fost construit de NASA în 2009 și este primul telescop care a fost special construit pentru a căuta planete asemănătoare cu Terra, în alte sisteme solare din galaxia noastră, Calea Lactee.
- 15-26 mai: Festivalul de film de la Cannes: Blue Is the Warmest Colour regizat de Abdellatif Kechiche câștigă premiul Palme d'Or pe anul 2013.
- 18 mai: Pentru a-și stinge datoriile istorice față de China, dar și pentru a pune capăt unei dispute de frontieră care datează de pe vremea Rusiei țariste, Tadjikistanul a acceptat să cedeze o parte din teritoriile sale Chinei.
- 18 mai: Finala Concursului Eurovision 2013 a fost câștigată de Emmelie de Forest din Danemarca cu cântecul "Only Teardrops". România, reprezentată de Cezar Ouatu, s-a clasat pe locul al 13-lea.
- 19-20 mai: Statul Oklahoma, SUA a fost lovit de o tornadă care a ucis cel puțin 91 de oameni și a rănit cel puțin 145. În total 28 de tornade au fost raportate în Oklahoma, Kansas, Illinois și Iowa, potrivit Serviciului Național american de Meteorologie, Oklahoma și Kansas fiind statele cele mai afectate.
- 20 mai: Președintele din Myanmar, Thein Sein, vizitează Casa Albă, ca parte a vizitei sale în Statele Unite, prima a unui șef birman de stat în 47 ani.
- 31 mai: Asteroidul (285263) 1998 QE2 s-a apropiat la 5,8 milioane kilometri distanță de Terra, cea mai mică distanță față de Pământ pentru următorii 200 de ani.

## Decese
- 2 mai: Mihail Dolgan, 74 ani, critic literar din R. Moldova (n. 1939)
- 4 mai: Christian de Duve, 95 ani, biochimist și medic belgian, laureat al Premiului Nobel (1974), (n. 1917)
- 6 mai: Giulio Andreotti, 94 ani, om politic italian, prim-ministru al Italiei (1972-1973, 1976-1979 și 1989-1992), (n. 1919)
- 9 mai: Alan Abelson, 87 ani, jurnalist și editor american (n. 1925)
- 9 mai: Cătălin Naum, 74 ani, regizor român (n. 1939)
- 10 mai: Sheila Gordon, 86 ani, scriitoare americană (n. 1927)
- 10 mai: Hugh Mackay, 75 ani, politician britanic (n. 1937)
- 12 mai: Anghel Dumbrăveanu, 79 ani, poet român (n. 1933)
- 12 mai: Kenneth Waltz, 88 ani, politolog american (n. 1924)
- 16 mai: Heinrich Rohrer, 79 ani, fizician elvețian, laureat al Premiului Nobel (1986), (n. 1933)
- 17 mai: Jorge Rafael Videla, 87 ani, general argentinian (n. 1925)
- 19 mai: Wendy Woods, 72 ani, profesoară și activistă antiapartheid din Africa de Sud (n. 1941)
- 20 mai: Gheorghe Buzatu, 73 ani, istoric și senator român (2000-2004), (n. 1939)
- 20 mai: Ray Manzarek (Raymond Daniel Manczarek, jr.), 74 ani, muzician american (The Doors), (n. 1939)
- 21 mai: Zsolt Erőss, 45 ani, alpinist român de etnie maghiară (n. 1968)
- 21 mai: Dominique Venner, 78 ani, eseist, istoric, militar și activist francez (n. 1935)
- 22 mai: Henri Dutilleux (Henri Paul Julien Dutilleux), 97 ani, compozitor francez (n. 1916)
- 23 mai: Moritz, Landgraf de Hesse (n. Moritz Friedrich Karl Emanuel Humbert), 86 ani (n. 1926)
- 23 mai: Georges Moustaki (n. Yossef Moustacchi), 78 ani, cântăreț francez de etnie evreiască (n. 1934)
- 24 mai: Alexandru Suceveanu, 73 ani, istoric, arheolog și epigrafist român (n. 1940)
- 25 mai: Mohammed Rashad Abdulle, 83 ani, savant etiopian (n. 1933)
- 26 mai: Jack Vance (n. John Holbrook Vance), 96 ani, autor american de literatură SF (n. 1916)
- 27 mai: Little Tony, 72 ani, cântăreț și actor sanmarinez (n. 1941)
- 28 mai: Constantin Catrina, 79 ani, muzicolog  și compozitor român (n. 1933)
- 29 mai: Andrew Greeley, 85 ani, scriitor american (n. 1928)
- 30 mai: Radu Paladi, 86 ani, compozitor român (n. 1927)
- 31 mai: Jeff Berry, 60 ani, lider al Ku Klux Klan (n. 1953)
- 31 mai: Florentin Iosif, 77 ani, interpret român de muzică populară din Banat (n. 1936)